# Regne de Granada (Corona de Castella)
|  | No s'ha de confondre amb Taifa de Granada, Emirat de Granada, o Nova Granada. |

El Regne de Granada va ser una jurisdicció territorial o província de la Corona de Castella des de la seva conquesta el 1492 fins a la divisió territorial d'Espanya de 1833.

## Història
Després de la fi de la Guerra de Granada el 2 de gener de 1492, l'antic regne de Granada va passar a formar part de la Corona de Castella. El seu símbol, el fruit de la magrana, es va incorporar a l'escut de la Monarquia Catòlica i continua figurant en l'escut d'Espanya en l'actualitat.
La ciutat entraria en una llarga decadència per la pèrdua del seu paper polític i també l'econòmic, ja que el descobriment d'Amèrica seria l'impuls per a Sevilla, que es convertiria en el segle xvi a la principal ciutat del sud de la península Ibérica. No obstant això, el paper institucional de Granada era destacadíssim, ja que va obtenir vot en les Corts (privilegi que només tenien 17 ciutats), a la seva catedral se li va concedir el rang d'arquebisbat, i el seu lloc a la planta judicial era només igualat per Valladolid a l'acollir la Reial Cancelleria de Granada, amb jurisdicció sobre la meitat sud de tota la corona castellana.
Els problemes d'integració (religiosos i ètnics, encara que amb una clara base en peculiaritats socioeconòmiques) dels moriscs amb la població cristiana vella que va passar a ser la dominant socialment, van esclatar en la Rebel·lió de les Alpujarras de 1568-1571. Va ser reprimida durament i va suscitar la dispersió dels moriscs per l'interior de Castella. El punt final de la seva presència a Espanya va ser la definitiva i total expulsió dels moriscs de 1609.
Des del punt de vista jurisdiccional, el territori del regne de Granada era tant reial com senyorial. Entre els senyorius, tots laics, els més destacats van ser els pertanyents la Casa d'Alba, Casa d'Arcos, Casa del Carpio, Casa de Cenete, Casa de Medina Sidonia, Casa dels Vélez, Casa de Villena i al Casa de l'Infantat, així com l'estat de Çehel de les Alpujarras, l'estat de Órgiva, l'estat i casal de Baza, l'estat de Bacares, l'estat de Marchena i el senyoriu d'Armuña, entre molts altres de menor extensió.
El 1833, després de 341 anys d'existència, el Reial Decret de 30 de novembre va suprimir el Regne de Granada, creant-se l'actual província de Granada, que es va formar unint localitats del regne homònim, excepte les que van passar a formar part de la província d'Almeria, de la província de Màlaga, província de Jaén i de la província de Cadis.

El Regne de Granada segons les «Respostes Generals» del Cadastre d'Ensenada (1750-1754)
El Regne de Granada en el context general de les províncies de la Corona de Castella